# Parapseudoleptomesochra botosaneanui
Parapseudoleptomesochra botosaneanui är en kräftdjursart som först beskrevs av Petkovski 1973.  Parapseudoleptomesochra botosaneanui ingår i släktet Parapseudoleptomesochra och familjen Ameiridae. Inga underarter finns listade i Catalogue of Life.